# Moulin du Marais des Soeurs
De Moulin du Marais des Soeurs is een watermolen in de Henegouwse gemeente Vloesberg, gelegen aan de Rue Père Cambier 20.
Deze bovenslagmolen op de Ruisseau d'Ancre fungeerde als korenmolen.
Al in 1275 werd melding gemaakt van een watermolen op deze plaats die eigendom was van de bewoners van het Kasteel van Vloesberg. Later, midden 18e eeuw of eerder, werd de molen herbouwd. Dit bouwwerk, staat op de linkeroever loodrecht op de rivier. Een tweede molen werd, op de rechteroever, gebouwd in de 2e helft van de 19e eeuw. Deze molen werd later nog van een extra bouwlaag voorzien. Beide molens staan via een loopbrug met elkaar in verbinding. Een dam zorgde voor een hoogteverschil in de waterstand die een waterval veroorzaakte.
Het bovenslagrad werd later verwijderd en vervangen door een turbine. Het asgat is nog zichtbaar.
- Monument Wallonië DGO4: 51019-INV-0034-02